# Эмилиан (префект Рима)
Эмилиан (лат. Aemilianus) — политический деятель Западной Римской империи при императоре Майориане.
О нём известно лишь то, что с 11 июля 458 года занимал должность префекта Рима.
Известен из таких называемых «Новелл Майориана», то есть сборника эдиктов. Ему был адресован эдикт Майориана и Льва I по вопросу общественных зданий.